# Metoikion
El metoikion (griego antiguo μετοίκιον), en la Antigua Grecia, durante la democracia ateniense, era un impuesto anual que debían pagar los residentes extranjeros libres, los metecos (metoikoi). Está atestiguado desde el siglo IV a. C.
Su importe anual era de 12 dracmas para un hombre, que podía fraccionarse en doce pagos mensuales de 1 dracma, lo que puede indicar que cualquier extranjero que estuviese en Atenas más de un mes, debería pagar este impuesto. Para las mujeres, el importe era de 6 dracmas anuales.
Este impuesto formaba parte de los principales ingresos fiscales del Estado ateniense junto con el alquiler (arrendamiento de tierras pertenecientes al estado), el impuesto sobre el comercio y las multas.
Los isoteleis (ἰσοτελής) eran una clase de residentes extranjeros que estaban exentos del pago de los 12 dracmas de impuesto metoikion que pesaba sobre los metecos. Su estatus representaba un honor y tampoco tenían necesidad de encontrar un patrón o protector (prostates) como los metecos propiamente dichos debían nominar. 